# IC 4960
IC 4960 ist eine Linsenförmige Galaxie vom Hubble-Typ SB0 im Sternbild Pfau am Südsternhimmel. Sie ist schätzungsweise 150 Millionen Lichtjahre von der Milchstraße entfernt und hat einen Durchmesser von etwa 50.000 Lichtjahren.
Im selben Himmelsareal befinden sich u. a. die Galaxien NGC 6872, IC 4967, IC 4970, IC 4971.
Das Objekt wurde am 21. September 1900 vom US-amerikanischen Astronomen DeLisle Stewart entdeckt.